# كالفرت برات
كالفرت برات (بالإنجليزية: Calvert Pratt)‏ هو سياسي كندي، ولد في 6 أكتوبر 1888، وتوفي في 13 نوفمبر 1963. حزبياً، نشط في الحزب الليبرالي الكندي. وقد انتخب عضو مجلس الشيوخ الكندي.